# Antti Raanta
Antti Raanta, född 12 maj 1989, är en finländsk professionell ishockeymålvakt som spelar för Carolina Hurricanes i NHL. Han spelade tidigare för New York Rangers, Chicago Blackhawks och Arizona Coyotes.
Raanta inledde sin hockeykarriär i moderklubben Lukko. Säsongen 2009/10 debuterade han i finska högstaligan. Inför säsongen 2011/12 värvades han till finska Ässät, med vilka han blev finsk mästare 2013 samt utsedd till ligans bästa målvakt under grundserien och slutspelet. Den 3 juni 2013 meddelades det att Chicago Blackhawks hade kommit överens med Raanta om ett ett-års kontrakt med organisationen.
Raanta kallades upp från farmarligan den 12 april 2015, men spelade inga matcher i slutspelet. Därför räckte det inte till att vara delaktig i Chicago Blackhawks Stanley Cup-seger 2015. Raanta fick dock en dag med Stanley Cup-pokalen, och en Stanley Cup-ring. 
27 juni 2015 trejdades han till New York Rangers i utbyte mot Ryan Haggerty.
23 juni 2017 trejdades han på nytt till Arizona Coyotes tillsammans med Derek Stepan i utbyte mot ett draftval i sjunde rundan 2017 (Lias Andersson) och Tony DeAngelo.